# کارسینوئید
کارسینوئید یا تومور کارسینوئید نوعی تومور عصبی غدد درون‌ریز با رشد آهسته است که از سلول‌های سیستم عصبی غدد درون‌ریز منشأ می‌گیرد. در برخی موارد، متاستاز ممکن است رخ دهد. تومورهای کارسینوئید رودهٔ میانی (تهی‌روده، درازروده، آپاندیس و کورروده) با نشانگان کارسینوئید مرتبط هستند.
تومورهای کارسینوئیدی شایع‌ترین تومورهای بدخیم آپاندیس هستند، اما بیشتر با رودهٔ کوچک مرتبط هستند و همچنین می‌توانند در راست‌روده و معده نیز ظاهر شوند. سرعت رشد این تومورها در مقایسه با اکثر تومورهای بدخیم، بسیار پایین‌تر است. میانگین سنی در هنگام تشخیص برای همهٔ بیماران مبتلا به تومورهای عصبی غدد درون‌ریز ۶۳ سال است.

## نشانه‌ها

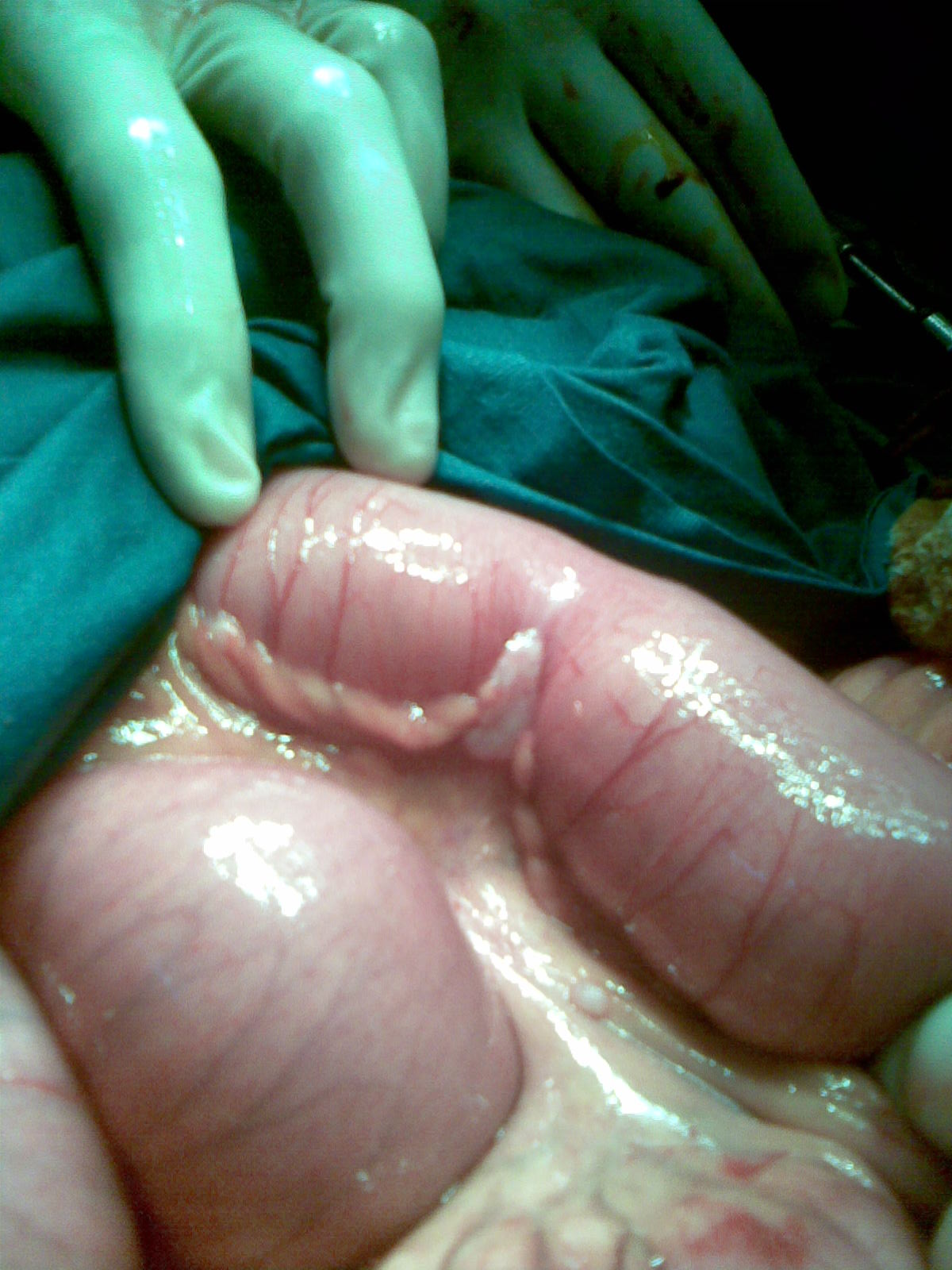
محل اولیهٔ سرطان کارسینوئید روده

در حالی‌که اکثر کارسینوئیدها در طول زندگی طبیعی بدون علامت هستند و تنها پس از جراحی به‌دلایل نامرتبط (اصطلاحاً کارسینوئیدهای تصادفی) یافت می‌شوند، همهٔ کارسینوئیدها، سرطان‌های دارای پتانسیل بدخیمی در نظر گرفته می‌شوند.
حدود ۱۰٪ از کارسینوئیدها سطوح بیش از حد طیف وسیعی از هورمون‌ها، به‌ویژه سروتونین (5-HT) ترشح می‌کنند که باعث:
- گرگرفتگی (سروتونین خود باعث گرگرفتگی نمی‌شود). علل بالقوهٔ گرگرفتگی در نشانگان کارسینوئید شامل برادی‌کینین‌ها، پروستاگلاندین‌ها، تاکی‌کینین‌ها، مادهٔ P و/یا هیستامین، اسهال و مشکلات قلبی است. به‌دلیل اثر محرک رشد سروتونین بر روی میوسیت‌های قلبی، یک تومور کارسینوئید ترشح‌کنندهٔ سروتونین ممکن است به‌دلیل تکثیر میوسیت‌ها روی دریچه باعث نشانگان دریچهٔ سه‌لَتی شود.[۲]
- اسهال
- خس‌خس سینه
- گرفتگی شکم
- ورم محیطی

خروج سروتونین می‌تواند باعث کاهش تریپتوفان شود که منجر به کمبود نیاسین می‌شود. کمبود نیاسین که با عنوان پلاگر نیز شناخته می‌شود، با درماتیت، زوال عقل و اسهال همراه است.
این مجموعه از نشانه‌ها، نشانگان کارسینوئید یا (در موارد حاد) بحران کارسینوئید نامیده می‌شود. گاهی اوقات، خونریزی یا تشکیل توده‌ای توموری در بدن، از علائم ظاهری هستند. شایع‌ترین محل منشأ کارسینوئید، رودهٔ کوچک، به‌ویژه درازروده است. تومورهای کارسینوئید، شایع‌ترین بدخیمی آپاندیس هستند. تومورهای کارسینوئید به‌ندرت ممکن است از تخمدان یا تیموس نیز ایجاد شوند.
این تومورها بیشتر در رودهٔ میانی در سطح درازروده یا در آپاندیس یافت می‌شوند. پس از آن، شایع‌ترین ناحیهٔ بروز آسیب، دستگاه تنفسی است که شامل ۲۸٪ از همهٔ موارد کارسینوئید است (بر پایهٔ داده‌های PAN-SEER – ۱۹۷۳–۱۹۹۹). رکتوم نیز یک محل رایج از ایجاد کارسینوئید است.

### دستگاه گوارش
از سلول‌های انتروکرومافین در سراسر روده منشأ می‌گیرند. بیش از دو سوم تومورهای کارسینوئیدی در لوله گوارش یافت می‌شوند.

### ریه

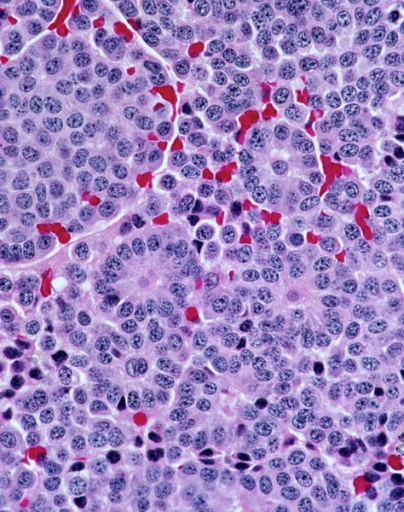
آسیب‌شناسی بافتی یک تومور کارسینوئید معمولی ریه، با روزت‌های برجسته.

تومورهای کارسینوئیدی همچنین در ریه‌ها یافت می‌شوند.

### سایر نقاط و متاستازها
متاستاز کارسینوئید می‌تواند منجر به سندرم کارسینوئید شود که به‌دلیل تولید بیش از حد بسیاری از مواد از جمله سروتونین است که در گردش خون سیستمیک آزاد می‌شود و می‌تواند منجر به علائم گرگرفتگی پوست، اسهال، انقباض برونش و بیماری دریچه قلب راست شود. تخمین زده می‌شود که کمتر از ۶ درصد از بیماران کارسینوئید به سندرم کارسینوئید مبتلا می‌شوند و از این تعداد ۵۰ درصد درگیری قلبی دارند.

## علت
سندرم کارسینوئید، شامل تومورهای متعدد در یک مرد از هر پنج مرد می‌شود. بروز کارسینوئیدهای معده در آکلرهیدریا، تیروئیدیت هاشیموتو و کم‌خونی پرنیشیوز افزایش می‌یابد.

## درمان
جراحی، در صورت امکان، تنها روش درمانی است. اگر تومور، متاستاز داده باشد (معمولاً به کبد) و غیرقابل درمان در نظر گرفته شود نیز روش‌های درمانی امیدوارکننده‌ای مانند اکترئتید ردیابی‌شده با رادیواکتیو وجود دارد؛ مثلاً رادیوداروی 131I-mIBG (متا یدو بنزیل گوانیدین) برای جلوگیری از رشد تومورها و طولانی کردن بقا در بیماران مبتلا به متاستازهای کبدی. البته این روش‌ها در حال حاضر آزمایشی هستند.
شیمی‌درمانی سودمندی کمی دارد و معمولاً اندیکاسیون ندارد. اکترئوتید یا لانروتید (آنالوگ‌های سوماتوستاتین) ممکن است فعالیت ترشحی کارسینوئید را کاهش دهد و همچنین ممکن است اثر ضد تکثیری داشته باشد. درمان با اینترفرون نیز مؤثر است و معمولاً با آنالوگ‌های سوماتوستاتین ترکیب می‌شود.
از آن‌جا که پتانسیل متاستاتیک یک کارسینوئید تصادفی احتمالاً پایین است، توصیهٔ فعلی برای پیگیری ۳ ماهه با سی‌تی اسکن یا MRI است.

## تاریخچه
این تومورها نخستین بار در سال ۱۹۰۷ توسط زیگفرید اوبرندورفر، آسیب‌شناس آلمانی در دانشگاه مونیخ، توصیف شدند که اصطلاح کارزینواید یا «شبه‌کارسینوما» را برای توصیف ویژگی منحصر به فرد رفتار مانند یک تومور خوش‌خیم علی‌رغم داشتن ظاهر بدخیم از نظر میکروسکوپی معرفی کرد. شناخت ویژگی‌های مربوط به غده درون‌ریز آن‌ها بعداً توسط Gosset و Masson در سال ۱۹۱۴ توصیف شد، و اکنون مشخص شده‌است که این تومورها از سلول‌های انتروکرومافین (EC) و شبه‌انتروکرومافین (ECL) روده به‌وجود می‌آیند. برخی از منابع، این کشف را به اتو لوبارش نسبت می‌دهند.

در سال ۲۰۰۰، سازمان بهداشت جهانی «کارسینوئید» را دوباره تعریف کرد، اما این تعریف جدید توسط همهٔ پزشکان، پذیرفته نشده‌است. این امر منجر به پیچیدگی‌هایی در تمایز بین تومورهای کارسینوئید و سایر تومورهای عصبی غدد درون‌ریز در منابع مختلف شده‌است. بر پایهٔ تعریف انجمن سرطان آمریکا، تعریف سازمان جهانی بهداشت در سال ۲۰۰۰ می‌گوید:
سازمان جهانی بهداشت اکنون این رشدها را به تومورهای عصبی غدد درون‌ریز و سرطان‌های عصبی غدد درون‌ریز تقسیم می‌کند. تومورهای نورواندوکرین تومورهایی هستند که خوش‌خیم به‌نظر می‌رسند اما احتمالاً می‌توانند به سایر قسمت‌های بدن گسترش یابند. سرطان‌های نورواندوکرین، رشد غیرطبیعی سلول‌های عصبی غدد درون‌ریز هستند که می‌توانند به سایر قسمت‌های بدن گسترش یابند.